# Toshihiro Ono
Toshihiro Ono (jap. 小野 敏洋 Ono Toshihiro; * 27. Februar 1965 in der Präfektur Aichi, Japan) ist ein japanischer Manga-Zeichner.

## Leben
Mit dem Comiczeichnen fing Ono in der Grundschule an. Vor seiner Karriere als Manga-Zeichner schuf er Illustrationen für Werbefirmen, Kolumnen in Männermagazinen und Englisch-Wörterbücher. Zu dieser Zeit war er auch als Assistent bei verschiedenen Comiczeichnern angestellt (darunter Suzue Miuchi).
Sein erstes Werk als professioneller Manga-Zeichner erschien 1986 im Manga-Magazin Manga House (マンガハウス, manga hausu). Der Durchbruch sollte erst erfolgen, als er 1991 beim 22. Fujiko-Fujio-Nachwuchs-Wettbewerb des sich an Grundschüler richtenden Coro Coro Comic-Magazins teilnahm und diesen mit der 32-seitigen Kurzgeschichte Yadokari-kun (ヤドカリくん) gewann. Dieser Preis gab ihm die Möglichkeit, fortan beim Shōgakukan-Verlag zu veröffentlichten, einem der größten japanischen Comicverlage.
1992 brachte er in einem Schwestermagazin des Coro Coro Comic, Bessatsu Coro Coro Comic, unter dem Titel Zelda no Densetsu Gaiden einen Manga zur Videospielreihe The Legend of Zelda heraus. Im selben Jahr begann er die Serie Barcode Fighter im Coro Coro Comic und beendete diese 1994 nach ungefähr 900 Seiten in fünf Sammelbänden. Außerdem baute er Yadokari-kun zu einer Serie aus; zu dieser erschien 1996 bei Shōgakukan ein Sammelband.
Weil eine Anime-Umsetzung der Videospielreihe Pokémon im Fernsehen startete, begann Ono 1997 für Bessatsu Coro Coro Comic in Zusammenarbeit mit Nintendo und den Machern der Zeichentrickserie eine Manga-Serie zu dieser, Dengeki! Pikachū. Bis 1999 arbeitete er an der etwa 600 Seiten umfassenden Comicserie, die von Shōgakukan auch in vier Sammelbänden herausgebracht wurde. Ono hielt sich mit seinem Comic an einzelne Episoden des Animes. Einige Szenen enthielten in der Darstellung erotische Konnotationen, die in der englischen Übersetzung beim amerikanischen Verlag Viz entfernt wurden; Textpassagen wurden teilweise umformuliert und Zeichnungen retuschiert.
Es folgten etwa ein Manga auf Basis von Hiroyuki Moriokas Romanreihe Seikai no Monshō und ein Comic zum Sammelkartenspiel Magic: The Gathering. Von 2001 bis 2003 brachte er in dem an erwachsene Leser gerichteten Magazin Sunday GX die Serie Neko no Ō heraus, die auch in fünf Büchern erschien. Nach der Beendigung dieses Werkes wandte er sich zunehmend vom Shōgakukan-Verlag ab. Seitdem arbeitet bei verschiedenen Verlagen wie Media Works oder Jive.
Neben diesen Kindercomics schuf Ono unter dem Namen Sampei Kamirenjaku (上連雀 三平 Kamirenjaku Sampei) pornografische Mangas im Dōjinshi-Zirkel GAME DOME, hier hauptsächlich im Futanari-Genre. So erschien 1997 beispielsweise die Serie Anal Justice im Magazin Comic Zip und anschließend in Buchform beim Verlag France Shoin. 2002 folgte der Fortsetzungsband Anal Justice – Nikubō Shaseihen.

## Werke (Auswahl)
- Zelda no Densetsu Gaiden (ゼルダの伝説外伝), 1992
- Barcode Fighter (バーコードファイター), 1992–1994
- Kōkaku Kishin Yadokari-kun (甲殻機神ヤドカリくん), 1996
- Anal Justice (アナルジャスティス), 1997 (als Sampei Kamirenjaku)
- Netsuhitsu Manga Gakuen (熱筆まんが学園), 1997
- Dengeki! Pikachū (電撃!ピカチュウ), 1997–1999
- Seikai no Monshō (星界の紋章), 2000
- Magic – Urza & Mishra, 2000
- Neko no Ō (ネコの王), 2001–2003
- Anal Justice – Nikubō Shaseihen (アナルジャスティス 肉棒射精編), 2002 (als Sampei Kamirenjaku)
- Innyō Megami (飲尿女神), 2002 (als Sampei Kamirenjaku)
- G-on Riders (G-onらいだーす), 2003
- Shūsei Hōkoku – Ginga Tsundere Densetsu (修正報告 銀河ツンデレ伝説), 2005 (als Sampei Kamirenjaku)
- Tonari no Seieki-san (となりの精液さん), 2006 (als Sampei Kamirenjaku)
- Root Nekoneko (ROOTねこねこ), 2006
- Sora no Kanatano! (そらのカナタの!), seit 2007